# Контингент
Континге́нт (от лат. contingens, р. п. contingentis — приходящийся на долю) — совокупность людей, образующих однородную в каком-либо отношении группу.
В другом источнике указано от лат. contingens — соприкасающийся, смежный. Ранее в «Словаре иностранных слов, вошедших в состав русского языка», автора А. Н. Чудинова, изданного в 1910 году, указано два значения данного слова:
1. число людей, денег и провианта, которое должна выставить известная область во время войны;
2. наличное количество людей, собранных с какою-либо целью.

В некоторых современных источниках применяются словосочетания: специальный воинский контингент, воинский контингент, вооружённый контингент.

## Применение слова
Словом контингент, согласно Большой Советской Энциклопедии, можно охарактеризовать коллектив рабочих завода, служащих государственного учреждения, учащихся или студентов, личный состав воинского подразделения. Согласно Энциклопедическому словарю Брокгауза и Ефрона, контингентом называлось определяемое законодательным порядком число подлежащих поступлению в войска новобранцев. Так, на 1895 год в Российской империи было назначено к призыву 274 650 человек из регионов страны, на которые простиралось действие общего устава о воинской повинности, а также 2750 человек из туземного (местного) населения Терской и Кубанской областей, а также Закавказья.
Слово контингент в военной терминологии, в военном деле России, употребляется и для обозначения числа войск и сил каждого отдельного государства, входящих в состав союзной армии, точное значение размера контингента варьируется от 800 до 5000 человек. .  
В юридической практике контингентом называются импортная и экспортная квоты, устанавливаемые в процессе регулирования внешней торговли.
Словосочетание «ограниченный контингент» (также Ограниченный контингент советских войск в Афганистане) служило официальным наименованием группировки Вооружённых Сил СССР в Республике Афганистан.

3. Подтвердить готовность России до создания миротворческих сил сформировать воинский контингент на добровольной основе из военнослужащих 14-й армии для разъединения конфликтующих сторон и предотвращения кровопролития, устранив тем самым участие в конфликте граждан других государств, которым надлежит незамедлительно покинуть территорию Республики Молдова.— Постановление Съезда народных депутатов Российской Федерации № 2680-I «О содействии в обеспечении прав человека в Приднестровье», от 8 апреля 1992 года.